# الدوري الشمالي الممتاز 2002–03
الدوري الشمالي الممتاز 2002–03 هو موسم من دوري الشمال الممتاز ‏. فاز فيه نادي أكرينغتون ستانلي.